# 沃季亞涅 (希羅克區)
47°42′55″N 33°28′55″E / 47.71528°N 33.48194°E
沃迪亞内（烏克蘭語：Водяне）是位於烏克蘭中部的村莊，隸屬第聶伯羅彼得羅夫斯克州的克里維里赫區。該村距離克里亞若韋1.5公里和亞歷山德里夫卡2.5公里，海拔高度95米，2001年人口610。